# Maison de Jeanne d’Arc (Bray sur Seine)

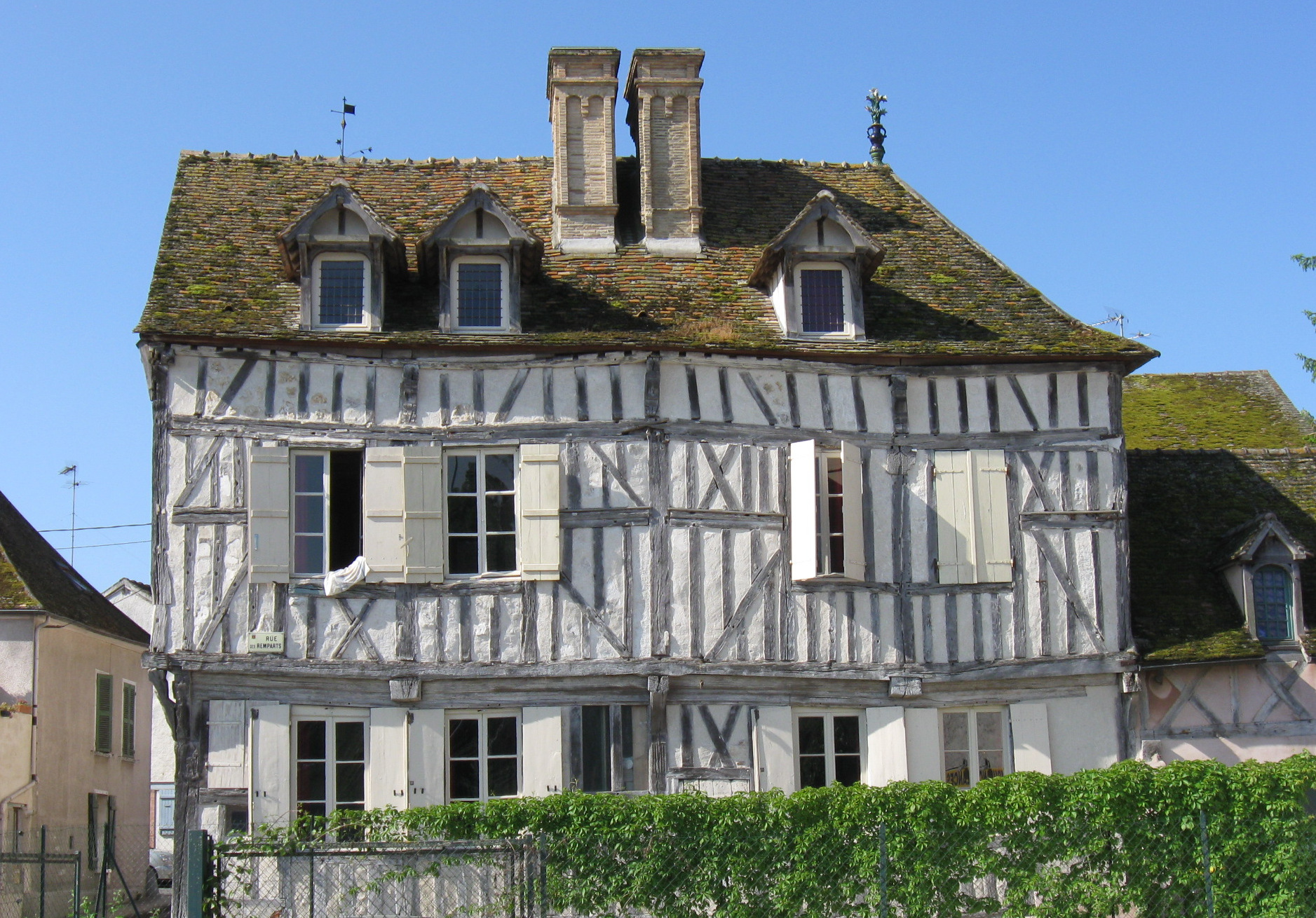
Maison de Jeanne d’Arc in Bray sur Seine (2013)

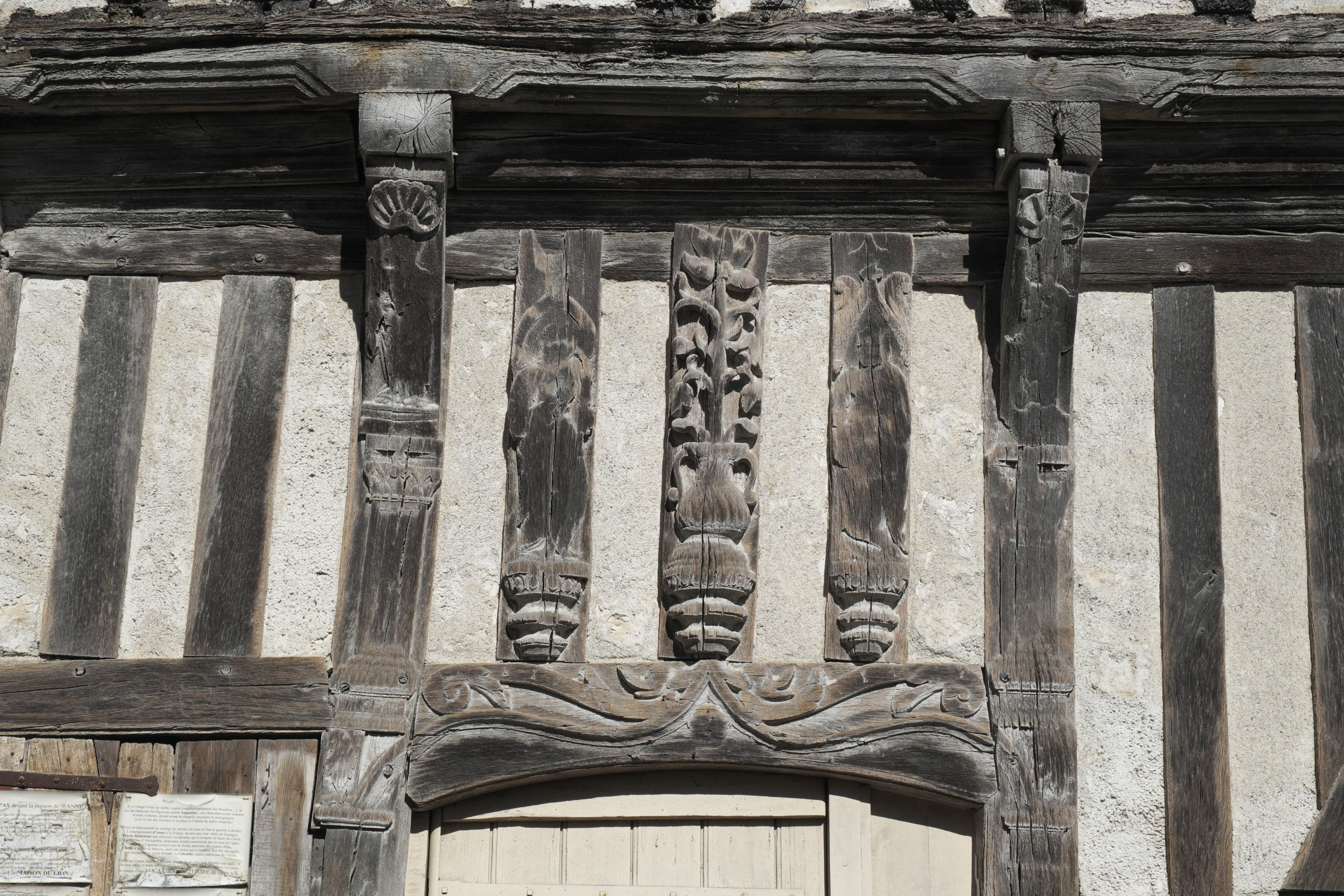
Schnitzereien über dem Portal

Das sogenannte Maison de Jeanne d’Arc in Bray-sur-Seine, einer französischen Gemeinde im Département Seine-et-Marne in der Region Île-de-France, wurde Ende des 15. Jahrhunderts errichtet. Das zweigeschossige Fachwerkhaus in der Rue du Minage Ecke Rue des Remparts steht seit 1928 als Monument historique auf der Liste der Baudenkmäler in Frankreich.
Es wurde für die Augustinereremiten gebaut und später auch als Volksschule genutzt. Im Laufe des 17. Jahrhunderts fanden im Inneren umfangreiche Umbauten statt mit Dekorationen, die während der Französischen Revolution zerstört wurden.
Das Haus befindet sich heute im Besitz der Gemeinde.